# Mattheus Hoeufft

Familiewapen Hoeufft

Mattheus Hoeufft, heer van Oyen, Onsenoord en Nieuwkuik (Den Haag, 10 september 1690 - Voorschoten, 5 februari 1765) was een luitenant-generaal.

## Levensloop
Hoeufft was een zoon van Mattheus  (1647-1720) en Constance Theodora Doublet. Hij trouwde na 1724 met Anna Isabella gravin van Nassau-LaLecq (1695-1765), dochter van Maurits Lodewijk van Nassau-LaLecq (1670-1740). Hun huwelijk bleef kinderloos. Het echtpaar vestigde zich in Den Haag.
In 1738 werd Hoeufft kolonel der cavalerie, in 1742 brigade-generaal en in 1747 luitenant-generaal.
In 1748 behoorde Hoeufft met zijn zwagers, Willem Hendrik en Hendrik Carel tot de oprichters van de Orangistische Heerensociëteit de Groote Club.
In 1759 erfde Hoeufft de heerlijkheden Oyen (bij Oss), Onsenoord en Nieuwkuik (bij Vlijmen) van zijn broer Phillipus Hoeufft. (Deze heerlijkheden waren door hun vader in 1690 aangekocht.) Toen beide echtelieden kort achter elkaar in 1765 overleden bewoonden ze huize Blijdorp te Voorschoten. Die buitenplaats werd door Mattheus in 1739 gekocht.